# Hyperacrius wynnei
Hyperacrius wynnei és una espècie de mamífer rosegador de la família dels cricètids. Viu a altituds d'entre 1.800 i 3.000 msnm al nord de l'Índia i el Pakistan. Es tracta d'un animal nocturn/crepuscular, gregari i herbívor. El seu hàbitat natural són els boscos temperats. Està amenaçat pel sobrepasturatge i l'expansió urbana.
L'espècie fou anomenada en honor del geòleg britànic Arthur Beevor Wynne.